# هوملند (کالیفرنیا)
هوملند (به انگلیسی: Homeland) یک منطقهٔ مسکونی در ایالات متحده آمریکا است که در شهرستان ریورساید، کالیفرنیا واقع شده‌است. هوملند ۱۱٫۰۵۸ کیلومتر مربع مساحت و ۵٬۹۶۹ نفر جمعیت دارد و ۴۸۹ متر بالاتر از سطح دریا واقع شده‌است.